# Grillázs

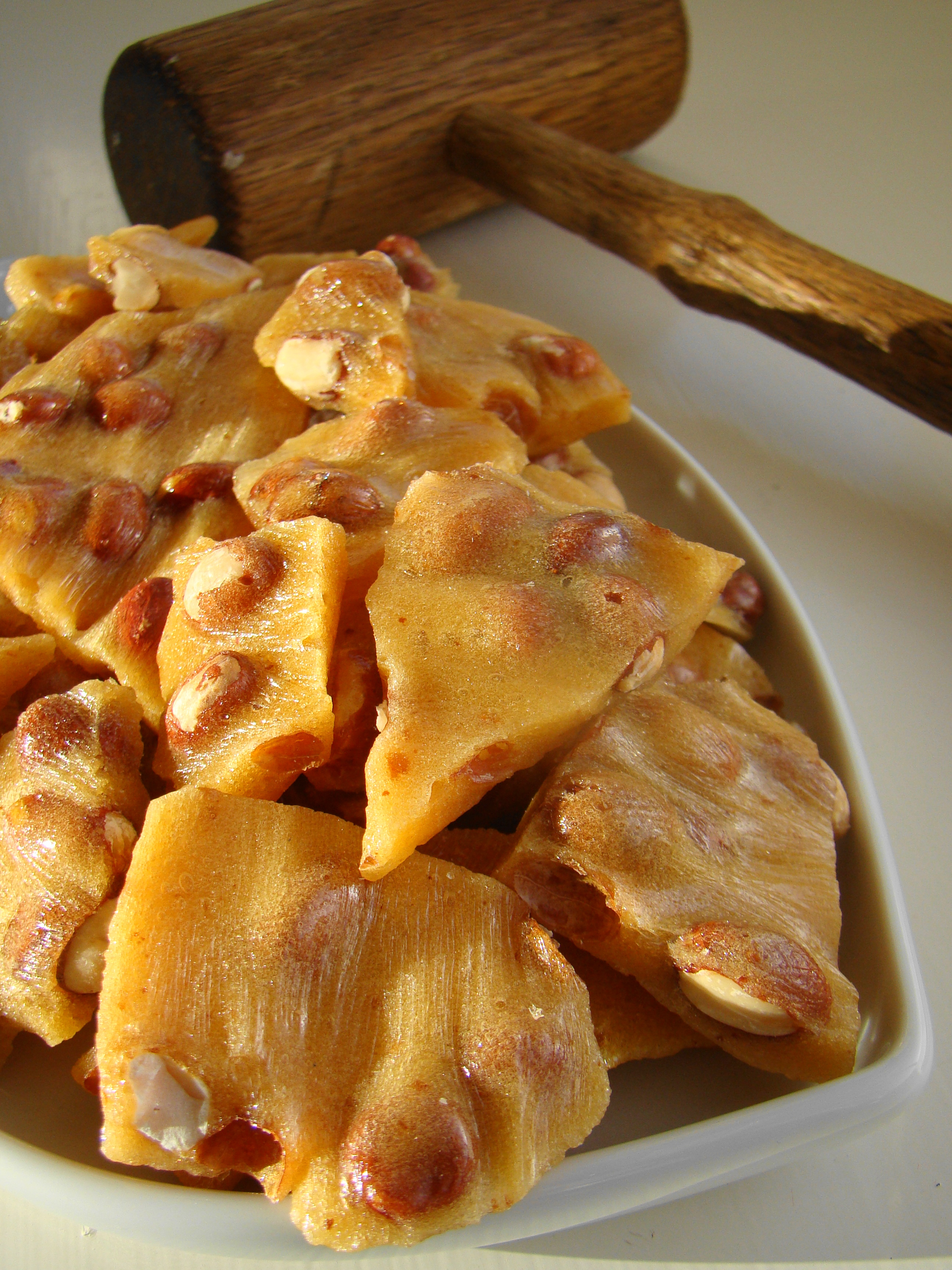
Földimogyorós grillázs felszolgáló tálcán, összetörve.

A grillázs egy cukorból készített, lapos, törött darabokból álló édesség. Főleg cukorból áll, de sokan diót, mogyorót, pekándiót, vagy mandulát is adnak hozzá. Több variációja is létezik szerte a világon: Görögországban pasteli, Franciaországban croquant, Indiában Chikki, Bangladesben Kotkoti. Egyes közel-keleti tájakon pisztáciát, számos ázsiai országban pedig szezámmagot is tesznek bele. Magyarországon a leggyakrabban használt alapanyag a dió és a földimogyoró. Az angolban használt brittle szó először 1892-ben jelent meg a nyomtatásban, de maga az étel már sokkal korábban is létezett.

## Elkészítése
A (diós) grillázs alapreceptje Magyarországon:

### Hozzávalók
- 30 dkg cukor
- 10 dkg darált dió

### Elkészítés
1. Előkészítünk egy sütőlapot vagy nagyobb tepsit, aminek az aljára sütőpapírt teszünk, és a tűzhely mellé helyezzük.
2. A cukrot egy (lehetőleg teflonos vagy hasonló bevonatú) serpenyőbe öntjük.
3. Közepes lángon, fakanállal folyamatosan kavargatva melegítjük. Először percekig nem fog történni semmi.
4. Egyszer csak elkezd kicsit összecsomósodni a cukor, mintha vizes lenne, majd szépen lassan szétolvad. Pont úgy fog kinézni, mintha olaj lenne. Ha esetleg maradnak benne kisebb cukorrögök a barnulás és olvadás ellenére, inkább vegyük le a tűzről időben, a rögök később nem fognak érződni, de semmiképp se égessük túl!
5. Nagyon kell figyelni a színét: fokozatosan sötétedik, de ha már körülbelül gyantaszínű-világosbarna, akkor levesszük a tűzről, és azonnal belekeverjük a darált diót.
6. Amint elkeverjük, rögtön a sütőpapírra csorgatjuk, minél vékonyabb rétegben.
7. Hagyjuk, hogy teljesen kihűljön, és megszilárduljon (kb. 1 óra), majd egy vastagabb nejlonzacskóba tördeljük, és nem érzékeny felületen kalapáccsal vagy klopfolóval olyan apróra zúzzuk, amilyenre szeretnénk.

## Lásd még
- Nugát
- Karamell

## Fordítás
Ez a szócikk részben vagy egészben  a   Brittle (food) című angol Wikipédia-szócikk ezen változatának fordításán alapul.  Az eredeti cikk szerkesztőit annak laptörténete sorolja fel. Ez a jelzés csupán a megfogalmazás eredetét és a szerzői jogokat jelzi, nem szolgál a cikkben szereplő információk forrásmegjelöléseként.